# Église Notre-Dame-de-l'Assomption d'El Jadida
L'église Notre-Dame-de-l'Assomption est une église catholique située dans le quartier de la cité marocaine d'El Jadida. Construite dans le style manuélin au début du XVIe siècle, elle dépend de l'archidiocèse de Rabat.